# I soliti
I soliti è un singolo del cantautore Vasco Rossi, uscito nelle radio il 29 agosto 2011 ma udibile dai suoi canali ufficiali quali sito internet e profilo di Facebook già dalla sera di tre giorni prima.

## Descrizione
Il disco è stato pubblicato su 45 giri dalla EMI Music (5099967 980772), ed il retro è Solo band, brano strumentale; la copertina cartonata è apribile ed il disco è inserito in un'ulteriore busta su cui vi è l'immagine di Rossi e sul retro il testo del brano.
La canzone è stata concepita l'ultimo giorno di permanenza a Los Angeles dove Vasco e la sua band avevano appena finito di incidere l'album Vivere o niente, uscito il 29 marzo 2011, e pertanto ne è rimasta esclusa visto che è stata scritta - con la collaborazione di Gaetano Curreri e Saverio Principini - solo successivamente.
Questo brano fa parte del film-documentario sulla vita, artistica a privata, di Vasco Rossi intitolato Questa storia qua; è anche un omaggio all'amico Clemente Mimun, direttore del Tg5. Il brano debutta alla posizione numero 9 nella classifica italiana arrivando in prima posizione per due settimane.

## Il video
Il video del brano è la sequenza delle parole della canzone scritte con la calligrafia di Vasco Rossi che scorrono come una sorta di karaoke. Una sagoma del cantautore è presente su uno sfondo con colori in prevalenza azzurri.

## Classifiche
| Classifica (2011) | Posizione massima |
| ----------------- | ----------------- |
| Italia            | 1                 |